# Viquipèdia en francès
La Viquipèdia en francès (Wikipédia) és l'edició en francès de la Viquipèdia. La data oficial de creació de la viquipèdia en francès fou el 23 de març de 2001, aquesta edició té actualment (agost 2025) 2.368.077 articles i és la 4a Wikipedia més gran en nombre d'articles després de l'anglesa, la cebuana i l'alemanya a més de la primera en una llengua romànica. La Viquipèdia en francès també es diferencia de l'anglesa en el seu format. En 2010 va passar el milió d'articles. L'agost de 2011 la viquipèdia en francès era el 7è web més visitat de França, amb uns 16 milions de visitantsmensuals (segons Médiamétrie). L'abril de 201a augmentaren a 20 milions de visitants al mes, o 2.4 milions al dia amb 700 milions de pàgines vistes.

## Dates clau
- 23 de març de 2001: Data de creació oficial de la Viquipèdia en francès.
- 19 de maig de 2001: Primera data de guardat.[4]
- 6 de juny de 2001: Primera portada.[5] Inclou la participació dels usuaris Valéry Beaud i Buzz.
- Juny de 2002: Es mostra un nou logotip (de color verd i bastant distint del que s'emprava en altres Viquipèdies) en una iniciativa de l'usuari Rinaldum. Aquest moviment independent va ser criticat, ja que cap viquipedista de la Viquipèdia en francès no havia estat consultat, però se'n manté el logotip.
- Agost de 2002: Es nomenen als primers administradors: Anthere, Aoineko i Shaihulud, a desgrat que l'usuari Mulot no hi està d'acord. Primer blocatge d'IP.
- 31 d'octubre de 2002: Trasllat a la Fase III.
- Desembre de 2002: Es registra un gran augment en l'activitat. Pot ser analitzat com una sèrie de vandalismes per part d'un bot, i les consegüents correccions. Després d'aquest nou tipus de vandalisme, es canvia el programari per a poder revertir ràpidament els canvis (enllaç de desfer, només disponible per a administradors).
- Gener de 2003: Forta disminució de l'activitat, deguda principalment a la caiguda de servidors, la qual cosa en limita la participació.
- 6 de febrer de 2003: "Putsch" acolorit en la portada.[6] El nou disseny, realitzat per Aoineko, és utilitzat seguidament per a edicions de Viquipèdia en altres idiomes (com la Viquipèdia en polonès i la Viquipèdia en anglès).
- 7 de febrer de 2003: S'arriba a 5.000 articles.
- 19 de febrer de 2003: S'arriba a 6.000 articles.
- 7 de març de 2003: L'article de l'any 1045 esdevé la pàgina nombre 7.000 de la Viquipèdia francòfona.
- 27 de març de 2003: Article número 8.000.
- 13 d'abril de 2003: La Viquipèdia en francès sobrepassa la Viquipèdia en polonès i esdevé la tercera més gran amb 9.051 articles, situant-se per darrere de la Viquipèdia en anglès i la Viquipèdia en alemany.
- 15 de maig de 2003: S'arriba a 10.000 articles.
- 18 de maig de 2003: La portada ha estat vista 100.000 vegades des que es va implantar el comptador.
- 7 de juliol de 2003: la Viquipèdia té 20.000 pàgines, de les quals unes 12.800 pertanyen a articles.
- A mitjan juliol de 2003: El càlcul del nombre de pàgines es modifica. Segons la manera de càlcul anterior que detectava almenys una coma, hi havia 13.058 articles enciclopèdics, i el nou càlcul (que detecta almenys un enllaç), indica 13.789 articles.
- 5 d'agost de 2003: La Viquipèdia francòfona té 15.000 articles. Es registren més de 20.000 canvis d'ençà de la implementació del programari Fase III.
- 20 d'agost de 2003: Deshabilitació d'algunes funcions per a assolir un millor rendiment.
- 4 de setembre de 2003: S'arriba a 16.000 articles
- Octubre de 2003: La Viquipèdia francòfona utilitza el nou logotip.
- 3-11 de novembre de 2003: l'usuari Papotages és el primer usuari blocat per sempre perquè és autor de vandalismes repetidament.
- 17 de novembre de 2003: L'article Lorraine és el primer article de la setmana. 38 usuaris van participar en la redacció.
- 22 de novembre de 2003: 20.000 articles.
- 26 de gener de 2004: 25.000 articles.
- 14 de març de 2004: 30.000 articles.
- Final de març de 2004: Viquipèdia en francès es passa a UTF-8.
- 1 de maig de 2004: 35.000 articles.
- 16 de juny de 2004: 40.000 articles.
- 23 de juliol de 2004: 45.000 articles.
- 29 d'agost de 2004: 50.000 articles amb nèfle.
- 2 de novembre de 2004 a les 23:33, s'arriba a 60.000 articles amb lord Yarborough.
- 22 de desembre de 2004: 70.000 articles amb Borée.
- 6 de febrer de 2005: 80.000 articles.
- 14 de març de 2005: 90.000 articles.
- 21 d'abril de 2005: 100.000 articles.
- 18 d'agost de 2005: 150.000 articles.
- 6 de desembre de 2005: 200.000 articles.
- 4 de març de 2006: 250.000 articles.
- 10 de juny de 2006: 300.000 articles.
- 27 de novembre de 2006: 400.000 articles.